# Trema domingense
Trema domingense är en hampväxtart som beskrevs av Ignatz Urban. Trema domingense ingår i släktet Trema och familjen hampväxter. Inga underarter finns listade i Catalogue of Life.